# 존 메이너드 케인스
제1대 케인스 남작 존 메이너드 케인스(영어: John Maynard Keynes, 1st Baron Keynesof Tilton in the Country of Sussex, CB, 1883년 6월 5일 ~ 1946년 4월 21일)는 거시경제학과 경제 정책 분야에서 기존의 이론과 관습들을 변화시킨 영국경제학의 대표자이다. 1883년 6월 5일 영국 케임브리지에서 태어났으며, 이튼을 거쳐 케임브리지의 킹스칼리지에서 수학하고, 수학과 우등시험에서 12등으로 합격했다. 졸업 후 한 때 인도성에 근무하다가 대학에 돌아와 금융론을 강의했고, 그 후 약 20년간 앨프리드 마셜의 충실한 후계자로서 아서 세실 피구와 더불어 케임브리지학파의 쌍벽을 이루었다. 또 Royal Economic Society의 서기로 있었고 Economic Journal의 명편집자로서 잡지를 세계적으로 권위 있는 경제학잡지로 육성했다.
이전의 학설들을 토대로 하여 '케인스 경제학'이라는 독창적인 이론을 창시해, 경기후퇴와 불황에 대해서 재정정책을 사용할 것을 강력하게 주장하였다.
케인스의 이론들은 케인스 경제학의 뿌리가 되었을 뿐만 아니라 다른 거시경제학파들에도 큰 영향을 미쳐서, 케인스는 현대 거시경제학의 창시자들 중 한명으로 널리 알려져 있다. 20세기에서 가장 큰 영향을 미친 경제학자로 인정받고 있기도 하다.
케인스는 1930년대에 《고용·이자 및 화폐의 일반 이론》, 흔히 일반이론이라고 불리는 책을 발표하였다. 이 책은 기존의 신고전파 경제학자들의 시장주의를 비판함과 동시에 유효수요이론을 제시하였다. 제2차 세계 대전의 발발 후엔 선진 서양국가들은 케인스의 경제정책을 채택하였다. 후에 1950년대와 1960년대에는 그의 추종자들로 인해 대부분의 서양국가들이 케인스의 이론을 채택하게 된다.
1970년대에는 석유파동 등으로 인해 세계경기가 침체하게 된다. 그에 대한 해결책으로 밀턴 프리드먼 등 신자유주의 경제학자들의 이론이 부각되기 시작하면서 케인스학파의 영향력이 감소하게 된다. 그러나 상대적일 뿐 정부의 개입을 촉구한다는 측면에서 케인스학파는 관료 사회에서 여전히 주류의 위치에 있었으며, 특히 2007~2010년 금융 위기 사태와 함께 신자유주의 노선이 쇠퇴하면서 케인스 경제학은 다시 조명받기 시작한다.

## 생애

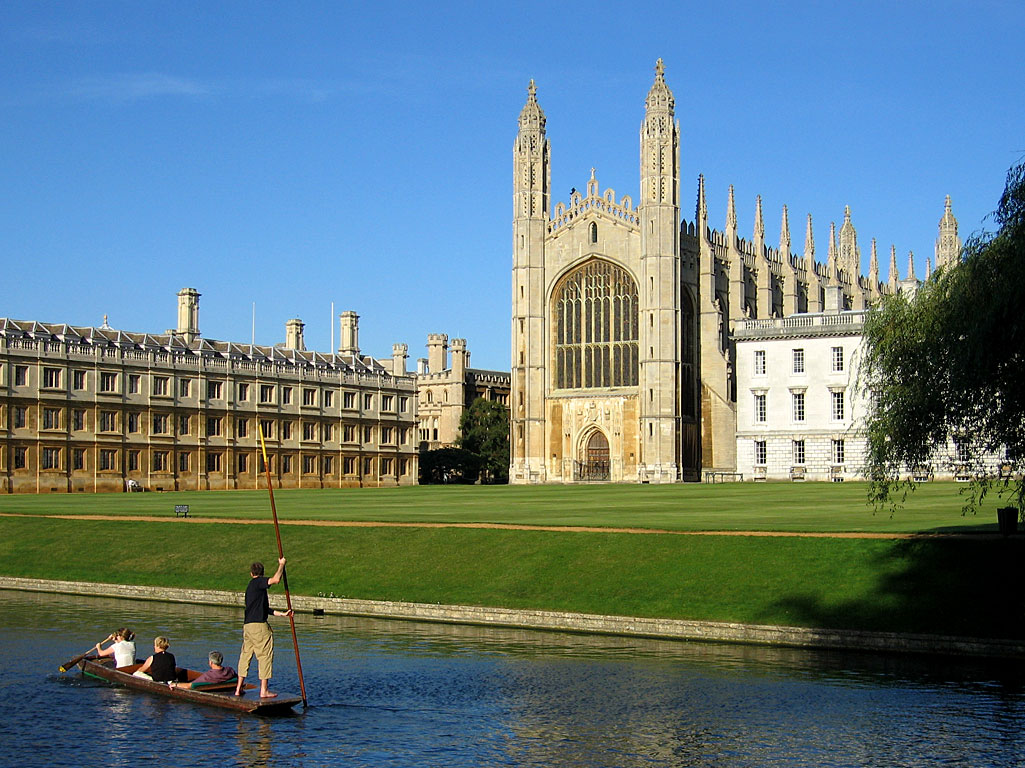
케임브리지 대학교 킹스칼리지. 케인스의 할머니는 케인스가 케임브리지에서 태어났기 때문에 모두들 그를 똑똑하다고 생각할 것이라는 내용의 편지를 보내곤 했다.

존 메이너드 케인스(John Maynard Keynes)는 잉글랜드 케임브리지셔 주 케임브리지의 중상류층 가정에서 태어났다. 그의 아버지 존 네빌 케인스(John Neville Keynes) 역시 경제학자였으며 케임브리지 대학교에서 도덕과학 강의를 하였었다. 그리고 그의 어머니 플로렌스 케인스(Florence Ada Keynes)는 지역의 사회개혁가였다. 케인스는 2남1녀 중 장남으로 태어났으며 마가렛이라는 여동생과 제프리라는 남동생이 있었다.
경제학자이자 케인스 전기 작가인 로버트 스키델스키(Robert Skidelsky)에 따르면 케인스의 부모는 자식들에 대한 애정이 많았고 주의도 많이 기울였다고 한다. 그들은 자식들이 언제나 돌아와서 쉴 수 있도록 평생을 같은 집에서 살았다. 케인스는 그의 아버지로부터 많은 도움을 받았다. 케인스가 장학금 시험을 통과할 수 있도록 도움을 주었으며 케인스가 젊을 때에 재정적 지원도 해주었다. 특히 케인스가 1929년 대공황의 시작으로 그의 자산을 거의 잃었을 때에도 존 네빌 케인스는 자식에 대한 지원을 아끼지 않았다. 케인스의 어머니는 자신의 취미를 아이들에게 주었다.
케인스는 유년기 시절 교육을 주로 집과 학교에서 받았다. 1892년에 세인트 페이스(St Faith) 사립 초등학교의 학생이 되기 전에 2년 동안 퍼스 스쿨 유치원(The Perse School nursery)에 다녔었다.학교의 교사는 케인스는 똑똑하지만 때때로 주의력이 떨어지는 모습을 보이며 결정력이 부족한 아이라 평가하였다. 케인스는 유년기 때에 건강이 좋지 않은 경우가 종종 있었기 때문에 장기 결석을 하곤 했다.
케인스는 1897년에 장학금을 받고 이튼 칼리지에 입학한다. 그 곳에서 그는 다양한 분야에서 재능을 드러냈다. 특히 수학, 고전, 역사에서 뛰어난 모습을 보였다. 이튼에서 케인스는 그의 인생의 첫사랑을 경험하게 되는데 그 상대는 후에 영국의 수상이 되는 해럴드 맥밀런(Harold Macmillan)이었다. 케인스는 중상류층 가정에서 태어났음에도 불구하고 상류층 학생들과 쉽게 어울리곤 했다. 1902년 케인스는 수학을 공부하기 위해 장학금을 받고 케임브리지 대학교 킹스칼리지(King’s College)에 입학을 한다. 케인스가 철학에 큰 관심, 특히 조지 에드워드 무어(George Edward Moore)의 철학체계에 영향을 받고 있었음에도 불구하고 알프레드 마셜(Alfred Marshall)은 케인스에게 경제학자가 될 것을 권유한다. 케인스는 뛰어난 학생들이 모여 논쟁을 펼치는 비밀결사 케임브리지 어포슬스(Apostles Society)의 활동적인 멤버였다. 다른 멤버들과 마찬가지로 케인스 역시 졸업 후에도 사도회에 유대감을 유지 했으며, 평생동안 시간이 나면 클럽 모임에 나가곤 했다. 케인스가 케임브리지를 떠나기 전에 케임브리지 유니언 소사이어티(Cambridge Union Society)와 케임브리지 대학 문학 클럽의 의장을 역임하기도 했었다. 1904년 5월 그는 수학에서 일등으로 학사학위를 받게 된다. 그 후 2년간 가족이나 친구들과 휴일을 보내는 대신에 대학에 나가는 것에 충실하였다. 그는 논쟁에 참여하였으며 철학을 공부했고 졸업생신분으로 경제학 강의를 듣고는 했다. 그는 1905년엔 케임브리지 졸업시험(Tripos)을, 1906년엔 공무원 시험을 준비했다.
경제학자인 해리 존슨(Harry Johnson)은 케인스의 낙관적인 성향을 이해하는데 그의 유년시절의 모습을 보는 것이 중요하다고 했다. 케인스는 언제나 자신이 주의를 기울이기만 한다면 어떤 문제라든지 정답을 찾을 수 있다는 자신감에 가득 차 있었다. 그리고 선한 일을 하는 공무원의 능력에 대한 신뢰를 평생 동안 가지고 있었다. 그리고 케인스의 낙관적인 성향은 두 가지 측면에서 문화의 영향도 받았다. 첫 번째는 케인스는 영국의 절정에 오른 막강한 힘을 직접 본 마지막 세대이다. 두 번째로 케인스는 또한 전문적 지식보다는 문화에 의해 통치 받을 자격이 있다고 느낀 마지막 세대이다.
1906년 10월 케인스는 공무원 생활을 시작했다. 그는 처음에는 자신의 일을 즐겼지만 1908년이 되자 지루해져서 자신의 직위를 사임하고 케임브리지로 돌아가 경제학자 앨프리드 마셜과 아서 세실 피구가 처음에는 개인적으로 자금을 지원해 경제학 강사로 일하면서 확률 이론에 관해 연구했다. 그는 1909년에 킹스 칼리지 펠로우가 되었다
1911년에 케인스는 The Economic Journal 의 편집자가 되었다. 1913년까지 그는 그의 첫 번째 책인 《인도의 통화와 금융》을 출판했다. 그 후 그는 인도 통화 및 금융에 관한 왕립위원회에 임명되었다. – 그의 책과 같은 주제 – 케인스는 경제 이론을 실제 문제에 적용하는 데 상당한 재능을 보여주었다.
영국 정부는 1차 세계대전 중에 케인스의 전문 지식을 활용했다. 케인스는 1914년에 공식적으로 공무원으로 복귀하지는 않았지만, 적대 행위가 시작되기 며칠 전 정부의 요청에 따라 런던으로 여행했다. 은행가들은 현금 지불 중단을 주장해 왔다. 하지만 케인스의 도움으로 재무장관(당시 로이드 조지)은 이는 나쁜 생각이라고 확신하게 되었다. 필요하기 전에 지불을 중단하면 도시의 미래 평판에 해가 될 것이기 때문이다.
1915년 1월 케인스는 재무부에서 공식적인 정부직을 맡았다. 그의 책임 중에는 전쟁 중 영국과 대륙 동맹국 간의 신용 조건을 설계하고 희소 통화를 확보하는 것이 있었다.
베르사유에서의 케인스의 경험은 그의 미래 전망을 형성하는 데 영향을 미쳤지만, 성공적인 경험은 아니었다. 케인스의 주요 관심사는 독일의 배상금 지급액이 너무 높아져 무고한 독일 국민에게 큰 충격을 주고 국가의 지불 능력을 손상시키며 다른 나라에서 수출품을 구매할 수 있는 능력을 크게 제한하는 것을 막는 것이었다. 이는 독일의 경제뿐만 아니라 전 세계의 경제에도 피해를 입혔다.
파리 회의의 주요 인물 3인은 영국의 로이드 조지, 프랑스의 조르주 클레망소, 미국의 우드로 윌슨 대통령이었다. 케인스가 직접 접근할 수 있었던 사람은 로이드 조지뿐이었다. 1918년 선거 때까지 그는 케인스의 견해에 어느 정도 공감했으나 선거운동 기간 동안 그의 연설이 대중에게 호평을 얻으려면 독일에 엄중하게 처벌하겠다고 약속해야 했고, 따라서 그의 대표단이 높은 돈을 받아내도록 해야 했다.
윌슨은 처음에는 독일에 대해 비교적 관대한 대우를 선호했다. – 그는 너무 가혹한 조건은 극단주의를 부추길 수 있다는 것을 두려워했고, 독일에 수입 비용을 지불할 수 있는 충분한 자본을 남겨두기를 원했다. 케인스의 실망스러운 일이지만, 로이드 조지와 클레망소는 윌슨에게 압력을 가해 배상금 법안에 연금을 포함시키는 데 동의하게 만들었다.
로이드 조지는 이것이 영국 유권자들에게 받아들여질 수도 있다는 데 동의했다. 그러나 미국은 이 계획에 반대했다. 당시 미국은 가장 큰 채권국이었고, 당시 윌슨은 가혹한 평화의 장점을 믿기 시작했고 자국이 이미 과도한 희생을 치렀다고 생각했다. 따라서 그의 최선의 노력에도 불구하고 회의의 결과는 도덕적, 경제적 측면에서 케인스를 혐오하게 만든 조약이었으며 그로 하여금 재무부에서 사임하게 만들었다.
조약의 예상되는 파괴적 효과에 대한 케인스의 분석은 1919년에 출판된 매우 영향력 있는 책인 《평화의 경제적 결과》에 나타났다.
케인스는 전쟁 전에 《확률론》을 완성했지만 1921년에 출판했다. 이 연구는 확률 이론의 철학적, 수학적 토대에 주목할 만한 공헌을 했으며, 확률이 단순한 참과 거짓의 중간인 진리값일 뿐이라는 중요한 견해를 옹호했다.
그는 1차 세계대전 이후의 디플레이션 정책을 공격했다. 각국이 통화 가치 하락을 감수하더라도 디플레이션을 피하고 국내 가격 안정을 목표로 해야 한다는 강력한 주장이다. 영국은 1920년대 내내 높은 실업률에 시달렸고, 이로 인해 케인스는 영국 수출품을 더 저렴하게 만들어 일자리를 늘리기 위해 파운드 평가절하를 권고했다. 1924년부터 그는 또한 정부가 공공 사업에 지출하여 일자리를 창출할 수 있는 재정적 대응을 옹호했다.
케인스는 1920년대에 실업, 화폐, 가격 간의 관계를 조사하기 위한 이론적 작업을 시작했다. 이 작품인 《화폐론》은 1930년에 두 권으로 출판되었다. 이 작업의 핵심 아이디어는 저축되는 금액이 투자되는 금액을 초과하면 실업률이 증가할 것이라는 것이다. 이는 부분적으로 고용주가 지불하는 금액 중 사람들이 너무 높은 비율을 지출하고 싶어하지 않기 때문이며, 이로 인해 고용주가 전체적으로 이익을 내는 것이 어려워졌다. 이 책의 또 다른 핵심 주제는 정확한 정보를 나타내는 금융 지수의 신뢰성 부족이다. 특히 그는 도매물가지수를 참고로 하여 영국이 1925년에 전쟁 전 가치로 금본위제로 복귀한 것을 정당화하는 것을 비판했다. 그는 해당 지수가 서비스와 노동 비용의 변화 효과를 과소평가했다고 주장했다.
케인스의 《고용, 이자 및 화폐의 일반이론》은 1936년에 출판되었다. 케인스는 서문에서 그의 일반 이론이 "이론을 실천에 적용하는 것"에 부차적으로 관심이 있다고 밝혔지만 이 이론이 출판될 당시의 상황은 그의 제안이 1930년대의 흐름을 형성하게 된 상황이었다. 게다가 케인스는 세금에 대한 새로운 해석을 세상에 알렸다. 법정 통화가 이제 국가에 의해 정의되기 때문에 인플레이션은 "통화 가치 하락에 따른 세금"이 된다. 이 숨은 세금은 a) 가치 기준이 신중한 결정에 의해 지배되어야 한다는 것과 (b) 디플레이션과 인플레이션 사이의 중간 경로를 유지하는 것이 가능하다는 것을 의미한다. 이러한 새로운 해석은 대공황 이후 학계에 스며든 경제 통제에 대한 필사적인 추구에서 영감을 얻었다. 일반 이론은 정부의 간섭이 없는 한 시장은 자연스럽게 완전고용 균형을 이룬다는 이전의 신고전파 경제학 패러다임에 도전했다. 이를 통해 케인스는 자신의 이전 스승인 마셜과 피구와 어느 정도 대립하게 되었다. 케인스는 고전적 이론이 19세기에 존재했던 특정한 상황에만 적용되는 "특별한 경우"라고 믿었고, 그의 이론은 일반적인 이론이라고 생각했다. 고전 경제학자들은 세의 법칙을 믿었다. 세의 법칙은 간단히 말해서 "공급이 수요를 창출한다"는 법칙이며 자유 시장에서는 근로자는 항상 고용주가 수익성 있게 일자리를 제공할 수 있는 수준까지 임금을 낮추려고 할 것이라고 말한다.
케인스는 수요가 공급을 창출하는 것이지 그 반대가 아니라고 주장했다. 그는 개인에게 주어지는 돈이 경제로 돌아오지 않고 대신 저축된다면 무슨 일이 일어날지 묻는 방식으로 세이의 법칙에 의문을 제기했다. 그는 그 결과가 경기 침체일 것이라고 예측했다. 경기 침체에 대한 두려움에 대처하기 위해 세이의 법칙은 정부의 개입을 제안한다. 이러한 정부 개입은 이자율 감소의 형태로 저축이 더 이상 증가하지 않도록 하는 데 사용될 수 있다. 세이의 법칙은 이자율을 낮추면 사람들이 다시 지출과 투자를 시작하도록 장려한다는 것을 의미한다. 그 이유는 투자가 부족하면 저축이 쌓이기 시작하고 돈의 흐름이 멈추는 지점에 도달하기 때문이다. 정상적인 경제 활동 중에 저축을 하는 것은 대출의 형태로 제공될 수 있기 때문에 정당화될 수 있지만, 이 경우 저축에 대한 수요가 거의 없으므로 경제에 아무런 도움이 되지 않다. 그러면 저축 공급이 대출 수요를 초과하게 되고 결과적으로 가격이나 이자율이 낮아진다. 따라서 소비자들에게 낮은 이자율이 매력적으로 다가온다는 전제 하에, 예전에 저축했던 돈을 다시 투자하거나 지출한다는 아이디어가 있다. 그러나 케인스에 따르면 이는 항상 그런 것은 아니었고 두 가지 사이에 입증된 연관성이 없기 때문에 더 낮은 이자율이 자동으로 투자와 지출을 다시 촉진할 것이라고 가정할 수 없었다.
연합군의 승리가 확실해지자 케인스는 영국 대표단의 수장이자 세계은행 위원장으로서 1944년 중반 브레턴우즈 체제를 수립하는 협상에 적극적으로 참여했다. 국제 결제 연합에 관한 케인스 계획은 통화 관리에 대한 급진적인 시스템을 주장했다. 그는 공통 세계 통화 단위인 방코르와 세계 중앙은행과 국제 청산 연합 창설을 제안했다. 케인스는 이러한 기관들이 국가가 상당한 무역 적자나 흑자를 피하도록 강력한 인센티브를 제공하는 국제 무역 및 지불 시스템을 관리하는 것으로 생각했다. 그러나 미국의 협상력이 더 강했기 때문에 그 결과는 해리 덱스터 화이트의 보수적인 계획과 더 비슷했다.
이후 세계은행과 국제 통화 기금(IMF)으로 알려지게 된 두 개의 새로운 기관은 주로 미국적 비전을 반영한 타협안으로 설립되었다. 국가가 큰 규모의 무역 흑자를 피할 인센티브가 없을 것이다. 대신 무역 불균형을 시정하기 위한 부담은 오로지 적자 국가에만 지워질 것이다. 케인스는 이런 국가들이 국민들에게 경제적 어려움을 주지 않고는 문제를 해결할 능력이 가장 없다고 주장했다. 그러나 케인스는 최종 합의를 수락하면서 여전히 기뻐하며 기관들이 건국 원칙에 충실하다면 "인류의 형제애는 단순한 문구 이상이 될 것"이라고 말했다.
전쟁 이후, 케인스는 건강이 악화되었음에도 불구하고 국제 협상에서 영국을 대표하여 계속 활동했다. 그는 영국 경제 재건을 용이하게 하기 위해 미국으로부터 신규 및 미지급 채무에 대한 우대 조건을 얻는 데 성공했다.

## 학문
경제학에 관한 케인스의 초기 관심은 주로 화폐와 외환문제에 있었으나, 제1차 세계대전 후부터는 자본주의 사회에 있어서의 고용 및 생산수준을 결정하는 요인에 관하여 종래의 경제이론을 재검토하게 되었다. 그 결과 대표적 저서인 《고용·이자 및 화폐의 일반이론》(1936)에서 완전고용을 실현·유지하기 위해서는 자유방임주의가 아닌 소비와 투자, 즉 유효수요를 확보하기 위한 정부의 보완책(공공지출)이 필요하다고 주장하였다. 이 이론 및 이에 입각한 정책, 그 기반을 형성하는 사상의 개혁을 '케인스 혁명'이라고 한다.
흔히 프랭클린 루스벨트 대통령의 뉴딜 정책이 케인스의 이론에 입각한 것으로 생각하는 경향이 많지만, 뉴딜 정책과 케인스의 이론은 사실 우연히 비슷한 시기에 나왔을 뿐 초기에 상호 영향을 준 것은 아니었다.

## 저서
- 《고용·이자 및 화폐의 일반이론》
- 《화폐개혁론》
- 《화폐론》

이외 다수.

## 서훈
- 1917년 바스 훈장 3등급(CB) 수훈
- 1942년 남작작위(1st Baron Keynes of Tilton in the County of Sussex) 서임

## 같이 보기
- 제임스 M. 뷰캐넌
- 피터 테민